# Rajon Bjarosa

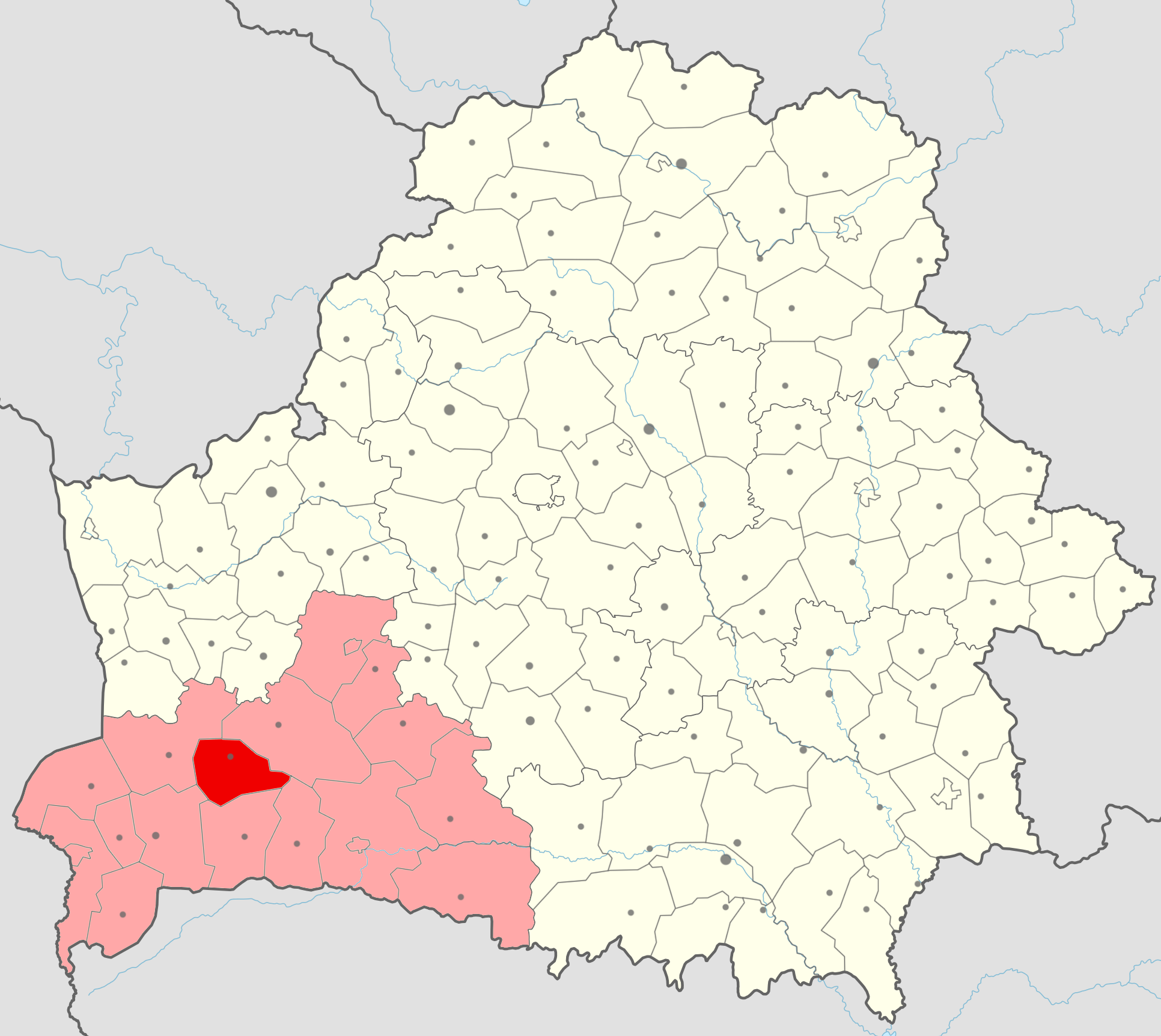
Rajon Bjarosa, Karte

Der Rajon Bjarosa (belarussisch Бярозаўскі раён Bjarosauski rajon; russisch Березовский район Beresowski rajon) ist eine Verwaltungseinheit im Zentrum der Breszkaja Woblasz in Belarus mit 64.043 Einwohnern (Stand: 1. Oktober 2015). Der Rajon hat eine Fläche von 1412,8 km² und umfasst 112 Ortschaften, darunter das Zentrum des Rajons, die Stadt Bjarosa.

## Geographie
Der Rajon Bjarosa liegt im zentralen Teil der Breszkaja Woblasz. Die Nachbarrajone in der Breszkaja Woblasz sind im Nordwesten Pruschany, im Nordosten Iwazewitschy, im Südosten Iwanawa, im Süden Drahitschyn und im Südwesten Kobryn.